# Clarke Wilm
Clarke Wilm (né le 24 octobre 1976 à Central Butte dans la province de Saskatchewan au Canada) est un joueur professionnel canadien de hockey sur glace. Il évoluait au poste de centre.

## Biographie
Wilm a évolué en tant que junior avec les Blades de Saskatoon de la Ligue de hockey de l'Ouest et est repêché par les Flames de Calgary au 150e rang lors du sixième tour du repêchage d'entrée dans la LNH 1995. Il commence sa carrière professionnelle en 1996 avec les Flames de Saint-Jean dans la Ligue américaine de hockey. 
Après avoir passé deux saisons entières dans la LAH, il fait ses débuts dans la Ligue nationale de hockey avec l'équipe de Calgary en 1998-1999 et joue 78 matchs lors de sa saison recrue et réalise 18 points. Après quatre saisons à Calgary, il signe avec les Predators de Nashville comme agent libre durant l'été 2002. Il joue l'intégralité de la saison 2002-2003 avec les Preds avant de signer avec les Maple Leafs de Toronto la saison suivante.
Il ne parvient pas à intégrer l'équipe des Leafs et se retrouve dans la LAH avec les Maple Leafs de Saint-Jean pour la majorité de la saison. La saison 2004-2005 est annulée en raison d'un lock-out et Wilm passe la saison entière dans la ligue américaine. En 2005-2006, il parvient à passer toute la saison dans la LNH avec Toronto.
Sans contrat dans la LNH, il signe en octobre 2006 avec le Jokerit Helsinki qui évolue en SM-liiga, le championnat élite de Finlande. Après deux ans en Finlande, il part en Allemagne en jouant pour les Hamburg Freezers puis les Nürnberg Ice Tigers avant de se retirer en 2011.

## Statistiques
| Saison     | Équipe                    | Ligue      |     | Saison régulière | Saison régulière | Saison régulière | Saison régulière | Saison régulière |   | Séries éliminatoires | Séries éliminatoires | Séries éliminatoires | Séries éliminatoires | Séries éliminatoires |
| Saison     | Équipe                    | Ligue      | PJ  | B                | A                | Pts              | Pun              | PJ               | B | A                    | Pts                  | Pun                  |                      |                      |
| 1991-1992  | Blades de Saskatoon       | LHOu       | -   | -                | -                | -                | -                | 1                | 0 | 0                    | 0                    | 0                    |                      |                      |
| 1992-1993  | Blades de Saskatoon       | LHOu       | 69  | 14               | 19               | 33               | 71               | 9                | 4 | 2                    | 6                    | 13                   |                      |                      |
| 1993-1994  | Blades de Saskatoon       | LHOu       | 70  | 18               | 32               | 50               | 181              | 16               | 0 | 9                    | 9                    | 19                   |                      |                      |
| 1994-1995  | Blades de Saskatoon       | LHOu       | 71  | 20               | 39               | 59               | 179              | 10               | 6 | 1                    | 7                    | 21                   |                      |                      |
| 1995-1996  | Blades de Saskatoon       | LHOu       | 72  | 49               | 61               | 110              | 83               | 4                | 1 | 1                    | 2                    | 4                    |                      |                      |
| 1996-1997  | Flames de Saint-Jean      | LAH        | 62  | 9                | 19               | 28               | 107              | 5                | 2 | 0                    | 2                    | 15                   |                      |                      |
| 1997-1998  | Flames de Saint-Jean      | LAH        | 68  | 13               | 26               | 39               | 112              | 21               | 5 | 9                    | 14                   | 8                    |                      |                      |
| 1998-1999  | Flames de Calgary         | LNH        | 78  | 10               | 8                | 18               | 53               | -                | - | -                    | -                    | -                    |                      |                      |
| 1999-2000  | Flames de Calgary         | NHL        | 78  | 10               | 12               | 22               | 67               | -                | - | -                    | -                    | -                    |                      |                      |
| 2000-2001  | Flames de Calgary         | NHL        | 81  | 7                | 8                | 15               | 69               | -                | - | -                    | -                    | -                    |                      |                      |
| 2001-2002  | Flames de Calgary         | NHL        | 66  | 4                | 14               | 18               | 61               | -                | - | -                    | -                    | -                    |                      |                      |
| 2002-2003  | Predators de Nashville    | LNH        | 82  | 5                | 11               | 16               | 36               | -                | - | -                    | -                    | -                    |                      |                      |
| 2003-2004  | Maple Leafs de Saint-Jean | LAH        | 47  | 16               | 17               | 33               | 97               | -                | - | -                    | -                    | -                    |                      |                      |
| 2003-2004  | Maple Leafs de Toronto    | LNH        | 10  | 0                | 0                | 0                | 7                | 5                | 0 | 1                    | 1                    | 2                    |                      |                      |
| 2004-2005  | Maple Leafs de Saint-Jean | LAH        | 69  | 11               | 16               | 27               | 145              | 5                | 2 | 2                    | 4                    | 8                    |                      |                      |
| 2005-2006  | Maple Leafs de Toronto    | LNH        | 60  | 1                | 7                | 8                | 43               | -                | - | -                    | -                    | -                    |                      |                      |
| 2006-2007  | Jokerit Helsinki          | SM-liiga   | 40  | 13               | 14               | 27               | 38               | 10               | 2 | 8                    | 10                   | 14                   |                      |                      |
| 2007-2008  | Jokerit Helsinki          | SM-liiga   | 55  | 9                | 24               | 33               | 102              | 14               | 5 | 6                    | 11                   | 10                   |                      |                      |
| 2008-2009  | Hamburg Freezers          | DEL        | 52  | 16               | 25               | 41               | 88               | 9                | 1 | 5                    | 6                    | 8                    |                      |                      |
| 2009-2010  | Hamburg Freezers          | DEL        | 54  | 16               | 32               | 48               | 70               | -                | - | -                    | -                    | -                    |                      |                      |
| 2010-2011  | Nürnberg Ice Tigers       | DEL        | 48  | 11               | 22               | 33               | 50               | 2                | 0 | 0                    | 0                    | 2                    |                      |                      |
| Totaux LNH | Totaux LNH                | Totaux LNH | 455 | 37               | 60               | 97               | 336              | 5                | 0 | 1                    | 1                    | 2                    |                      |                      |